# Hoplorana mussardi
Hoplorana mussardi är en skalbaggsart som beskrevs av Stefan von Breuning 1957. Hoplorana mussardi ingår i släktet Hoplorana och familjen långhorningar.
Artens utbredningsområde är Madagaskar. Inga underarter finns listade i Catalogue of Life.